# St. Lucie Village
St. Lucie Village es un pueblo del condado de Santa Lucía, Florida, Estados Unidos. Tiene una población estimada, a mediados de 2022, de 607 habitantes.

## Geografía
Está ubicado en las coordenadas 27°30′00″N 80°20′31″O / 27.50000, -80.34194 (27.499881, -80.341812). Según la Oficina del Censo, tiene una superficie total de 2.34 km², de los cuales 2.32 km² corresponden a tierra firme y 0.02 km² están cubiertos de agua.

## Demografía
Según el censo de 2020, en ese momento había 613 personas residiendo en la zona. La densidad de población era de 264.22 hab./km². El 91.8% de los habitantes eran blancos, el 1.5% eran afroamericanos, el 0.3% eran amerindios, el 0.8% eran asiáticos, el 0.7% eran isleños del Pacífico, el 1.0% eran de otras razas y el 3.9% eran de una mezcla de razas. Del total de la población, el 5.22% eran hispanos o latinos de cualquier raza.